# Tesho Akindele
Tesho Akindele, né le 9 mars 1995 à Calgary en Alberta, est un joueur international canadien de soccer évoluant au poste d'attaquant. Il joue avec le FC Dallas et Orlando City en MLS avant de prendre sa retraite sportive en décembre 2022.

## Biographie

### Carrière en club
Après avoir vécu les premières années de sa vie au Canada, Tesho Akindele déménage à l'âge de neuf ans avec sa famille à Thornton au Colorado. Entre 2010 et 2013, il joue en 2e division de la NCAA avec les Orediggers de Colorado Mines (en). Il passe également une saison en PDL, jouant pour le Real Colorado Foxes en 2013.
Après quatre années passées en NCAA, Tesho Akindele est repêchée en 6e position par le FC Dallas lors de la MLS SuperDraft 2014. Il a ensuite fait sa première apparition avec FC Dallas lors d'une défaite 2-3 contre les Sounders de Seattle, le 12 avril 2014. Lors de ce match, il entre à la 86e minute de la rencontre, à la place de David Texeira. Lors de sa première saison, il inscrit sept buts en MLS. Il est notamment l'auteur d'un triplé lors de la victoire 0-5 face aux Earthquakes de San José, le 16 août. À la fin de la saison, il remporte le Trophée de la recrue de l'année de la MLS.
Le 9 décembre 2018, il est envoyé à Orlando City en échange de 100 000 dollars d'allocation ciblée et 50 000 dollars d'allocation générale. Il signe un contrat garanti jusqu'à la fin de la saison 2019 puis une année en option. Le 2 mars 2019, il fait ses débuts avec Orlando face à New York City FC, où il inscrit le but de l'égalisation lors du match nul de 2-2. Orlando exerce l'option de son contrat pour la saison 2020. Le 7 septembre 2022, il remporte la Coupe des États-Unis, sa deuxième sous les ordres d'Óscar Pareja, avec Orlando à l'Exploria Stadium après une victoire 3-0 face au Republic de Sacramento. Deux mois plus tard, à l'issue de la saison 2022 de MLS, le club annonce que son contrat n'est pas renouvelé.
Après neuf saisons en tant que joueur professionnel, Tesho Akindele annonce sa retraite sportive le 20 décembre 2022 alors qu'il a joué plus de 300 rencontres avec le FC Dallas, Orlando City et la sélection canadienne.

### Carrière internationale (2015-2021)
Tesho Akindele fait ses débuts avec l'équipe du Canada des moins de 17 ans contre le Costa Rica en amical le 2 avril 2009. Le 5 novembre 2014, il choisit de représenter les États-Unis. Le 9 janvier 2015, il est convoqué pour la première fois en équipe des États-Unis par le sélectionneur national Jürgen Klinsmann, pour des matchs amicaux contre le Chili et Panama. Il n'a disputé aucune des deux rencontres car il ne possède pas encore son passeport américain.
Cependant, le 14 avril 2015, le sélectionneur du Canada, Benito Floro, déclare aux médias qu'Akindele va représenter le Canada au lieu des États-Unis,. Puis le 2 juin, il est convoqué pour la première fois en équipe du Canada par le sélectionneur national Benito Floro, pour des matchs des éliminatoires de la Coupe du monde de 2018 face à la Dominique,.
Le 11 juin, il honore sa première sélection face à la Dominique. Lors de ce match, il commence la rencontre comme titulaire, et sort du terrain à la 74e minute de jeu, en étant remplacé par Maxim Tissot. Le match se solde par une victoire 2-0 des Canadiens,. Cinq jours plus tard, il inscrit son premier but en sélection face à la Dominique, lors d'un victoire 4-0 des Canadiens,. Il participe à sa première Gold Cup en juillet 2015. Lors de cette compétition, il dispute deux rencontres contre le Salvador et la Jamaïque. Le Canada est éliminée au premier tour.
Le 3 juin 2016, il inscrit son deuxième but en sélection contre l'Azerbaïdjan. La rencontre se solde par un match nul de 1-1,. En janvier 2020, il est de nouveau convoqué en équipe du Canada par le sélectionneur national John Herdman, pour des matchs amicaux contre la Barbade et l'Islande. Le 7 janvier 2020, il inscrit son troisième but en sélection contre la Barbade en match amical. Le match se solde par une victoire 4-1 des Canadiens. 

## Statistiques

### Statistiques détaillées
| Saison                | Club                  | Championnat           | Championnat | Championnat | Championnat | Coupe(s) nationale(s) | Coupe(s) nationale(s) | Coupe(s) nationale(s) | Compétition(s) continentale(s) | Compétition(s) continentale(s) | Compétition(s) continentale(s) | Compétition(s) continentale(s) | Séries | Séries | Séries | Canada | Canada | Canada | Total | Total | Total |
| Saison                | Club                  | Division              | M.          | B.          | P.d.        | M.                    | B.                    | P.d.                  | Comp.                          | M.                             | B.                             | P.d.                           | M.     | B.     | P.d.   | M.     | B.     | P.d.   | M.    | B.    | P.d.  |
| 2014                  | FC Dallas             | MLS                   | 26          | 7           | 4           | 4                     | 1                     | 1                     | -                              | -                              | -                              | -                              | 3      | 1      | 0      | -      | -      | -      | 33    | 9     | 5     |
| 2015                  | FC Dallas             | MLS                   | 28          | 5           | 1           | 0                     | 0                     | 0                     | -                              | -                              | -                              | -                              | 4      | 1      | 0      | 7      | 1      | 2      | 39    | 7     | 3     |
| 2016                  | FC Dallas             | MLS                   | 31          | 6           | 4           | 4                     | 0                     | 0                     | LCC                            | 4                              | 0                              | 1                              | 2      | 1      | 0      | 6      | 1      | 0      | 47    | 8     | 5     |
| 2017                  | FC Dallas             | MLS                   | 29          | 4           | 0           | 3                     | 0                     | 0                     | LCC                            | 4                              | 0                              | 2                              | -      | -      | -      | -      | -      | -      | 36    | 4     | 2     |
| 2018                  | FC Dallas             | MLS                   | 19          | 2           | 0           | 2                     | 1                     | 0                     | LCC                            | 1                              | 0                              | 0                              | 1      | 0      | 0      | 1      | 0      | 0      | 24    | 3     | 0     |
| Sous-total            | Sous-total            | Sous-total            | 133         | 24          | 9           | 13                    | 2                     | 1                     | -                              | 9                              | 0                              | 3                              | 10     | 3      | 0      | 14     | 2      | 2      | 179   | 31    | 15    |
| 2019                  | Orlando City SC       | MLS                   | 28          | 10          | 1           | 4                     | 1                     | 0                     | -                              | -                              | -                              | -                              | -      | -      | -      | -      | -      | -      | 32    | 11    | 1     |
| 2020                  | Orlando City SC       | MLS                   | 17          | 3           | 0           | -                     | -                     | -                     | -                              | -                              | -                              | -                              | 4+2    | 1+0    | 0      | 3      | 1      | 0      | 26    | 5     | 0     |
| 2021                  | Orlando City SC       | MLS                   | 32          | 3           | 5           | -                     | -                     | -                     | LC                             | 1                              | 0                              | 0                              | 1      | 0      | 0      | 2      | 0      | 0      | 36    | 3     | 5     |
| 2022                  | Orlando City SC       | MLS                   | 27          | 3           | 0           | 4                     | 0                     | 0                     | -                              | -                              | -                              | -                              | 1      | 0      | 0      | -      | -      | -      | 32    | 3     | 0     |
| Sous-total            | Sous-total            | Sous-total            | 104         | 19          | 6           | 8                     | 1                     | 0                     | -                              | 1                              | 0                              | 0                              | 8      | 1      | 0      | 5      | 1      | 0      | 126   | 22    | 6     |
| Total sur la carrière | Total sur la carrière | Total sur la carrière | 237         | 43          | 15          | 21                    | 3                     | 1                     | -                              | 10                             | 0                              | 3                              | 18     | 4      | 0      | 19     | 3      | 2      | 305   | 53    | 21    |

## Palmarès

### En club
FC Dallas
- Vainqueur de la Coupe des États-Unis en 2016
- Vainqueur du Supporters' Shield en 2016

 Orlando City
- Vainqueur de la Coupe des États-Unis en 2022

### Distinctions individuelles
- Trophée de la recrue de l'année de la MLS en 2014